# Fantaisie et toccata de Martinů
La Fantaisie et toccata H. 281 est une œuvre écrite par Bohuslav Martinů en 1940, à Aix-en-Provence.
Elle est dédiée au pianiste tchèque Rudolf Firkušný. Elle a été écrite durant l'été 1940 peu après la mort de son élève et amie Vítězslava Kaprálová, pendant que le compositeur était en attente d'un visa pour les États-Unis, pour fuir le nazisme. Elle s'appelait initialement Fantaisie et Rondo.
La création en a été faite par le dédicataire à New York le 2 février 1943 et l'œuvre n'a été publiée qu'en 1951.
L'œuvre est composée de deux parties et son exécution demande un peu moins d'un quart d'heure.
- Fantasie (Andante – Moderato – Poco allegro – Allegro – Andante)
- Toccata (Allegro)